# Krystian Nowak
Krystian Nowak, né le 1er avril 1994 à Ełk en Pologne, est un footballeur polonais qui joue au poste de défenseur.

## Biographie

### Carrière en club
Krystian Nowak joue 70 matchs en première division polonaise avec les clubs du Widzew Łódź et de Podbeskidzie, inscrivant deux buts. 
Le 9 août 2016, il rejoint le club écossais des Hearts. Il s'engage pour deux saisons.

### Carrière en sélection
Krystian Nowak est sélectionné dans les équipes nationales de jeunes, des moins de 15 ans jusqu'aux espoirs.